# ديريك دوولي
ديريك دوولي (بالإنجليزية: Derek Dooley)‏ هو لاعب كرة قدم أمريكية ومحامي أمريكي، ولد في 10 يونيو 1968 في أثينا في الولايات المتحدة.